# Jules Falret
Pour les articles homonymes, voir Falret.
Jules Philippe Joseph Falret, né le 17 avril 1824 à Vanves et mort le 28 mai 1902 dans la même ville, est un médecin aliéniste français.

## Biographie
Il est le fils de Jean-Pierre Falret et de Julie Philippine Delasalle et le frère du préfet Henri Falret de Tuite.
Il est reçu docteur en médecine à la faculté de Paris le 30 mai 1853. Il est nommé le 16 mars 1867 médecin de la 3e section des aliénés de l'hôpital de Bicêtre.
Il est nommé chevalier de la Légion d'honneur par décret du 20 novembre 1871.
Élu au conseil municipal de Vanves, il dirige aussi la Maison de santé créée dans cette ville par son père et Félix Voisin (1794-1872). 
En 1874, Lasègue lui présente Jules Cotard qui va devenir son adjoint à la Maison de santé.

## Distinctions
- Chevalier de la Légion d'honneur (1871).